# Otto Steffl

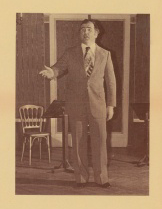
Otto Steffl 1977

Otto Steffl (* 3. November 1934 in Wien; † 7. Juli 2023) war ein österreichischer Schauspieler und Rezitator.

## Leben und Wirken
Einer Familientradition folgend, absolvierte Steffl zunächst Lehren als Bäcker und Zuckerbäcker (1958 und 1959 durch die Innung verbrieft). Anschließend besuchte er die Wiener Kunstschule und qualifizierte sich in den Fächern Sprachgestaltung und Schauspiel.
Steffl profilierte sich bald als Interpret der Wiener Kaffeehausliteratur und deklamierte vor allem Peter Altenberg, Egon Friedell, Alfred Polgar, Karl Kraus, Anton Kuh, Josef Weinheber sowie Alexander Roda Roda. Ein weiterer Schwerpunkt seines Repertoires waren die Klassiker der deutschen Literatur, darunter insbesondere Heinrich Heine und Heine in seinem Verhältnis zu Richard Wagner. Bei seinen Rezitationsabenden trug er auch Lyrik und Prosa von Goethe, Schiller, Grillparzer, Erich Kästner u. v. a. vor und gastierte mit seinen Programmen im ganzen deutschen Sprachraum. Vielfach arbeitete er mit Musikern zusammen, darunter dem Pianisten Fritz Brucker, der Sopranistin Renate Holm oder dem Rockensemble clubcafe seines jüngsten Sohnes Alexander Steffl.
Steffl sprach seine Programme über weite Strecken auswendig.
Otto Steffl starb nach kurzer schwerer Krankheit und wurde auf dem Friedhof Hernals in Wien beigesetzt.

## Privates
Verheiratet war Steffl seit 1962 mit der niederösterreichischen Künstlerin Margarete Steffl († 2020).